# Montigné-le-Brillant
Montigné-le-Brillant is een gemeente in het Franse departement Mayenne (regio Pays de la Loire). De plaats maakt deel uit van het arrondissement Laval. Montigné-le-Brillant telde op 1 januari 2022 1.342 inwoners.

## Geografie
De oppervlakte van Montigné-le-Brillant bedroeg op 1 januari 2022 18,05 vierkante kilometer; de bevolkingsdichtheid was toen 74,3 inwoners per km².

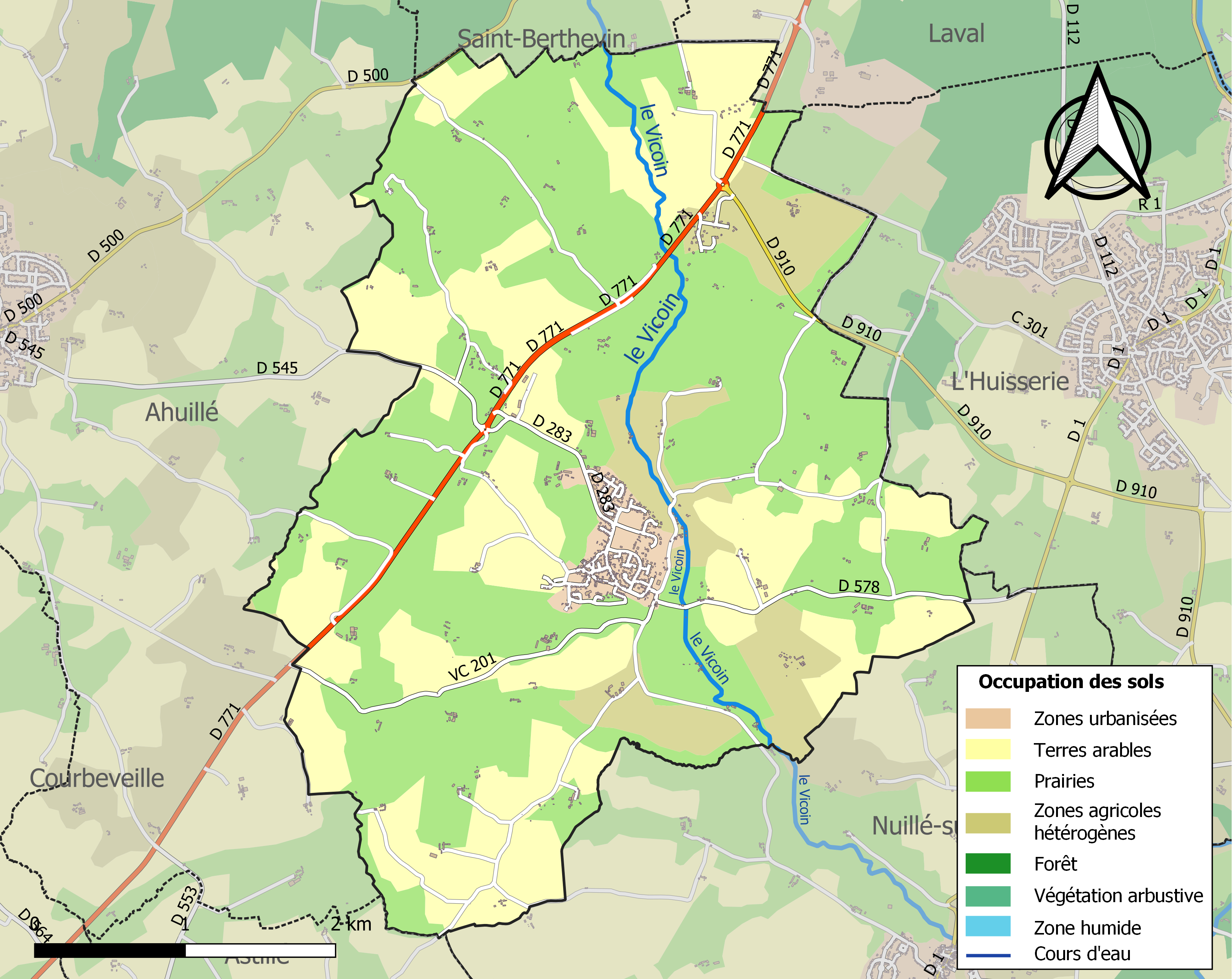
Kaart van de gemeente met de belangrijkste infrastructuur, bodemgebruik en omliggende gemeenten

## Demografie
Onderstaande figuur toont het verloop van het inwonertal (bron: INSEE-tellingen).